# Boys Don't Cry (singolo The Cure)
Boys Don't Cry è il secondo singolo della band britannica The Cure, pubblicato il 12 giugno 1979. Inizialmente non faceva parte di nessun album, ma venne poi inclusa nell'LP omonimo, riedizione statunitense dell'album d'esordio Three Imaginary Boys.

## Tracce singolo
Lato A
1. Boys Don't Cry

Lato B
1. Plastic Passion

## Formazione
- Robert Smith - chitarra, voce
- Michael Dempsey - basso
- Lol Tolhurst - batteria

## Cover
Esiste una cover della canzone, in una versione completamente acustica dalla durata di 3:47 minuti dell'artista statunitense Grant-Lee Phillips, contenuta nell'album Nineteeneighties del 2006. Questa versione della canzone è stata utilizzata nel primo episodio della seconda stagione di How I Met Your Mother.
Da segnalare anche la cover eseguita dai Prozac+, storico gruppo punk rock italiano, contenuta nell'album 3Prozac+ interamente cantata dal chitarrista del gruppo Gian Maria Accusani.

## Boys Don't Cry(new voice/new mix)
Il brano è stato registrato nuovamente in studio nel 1985 e pubblicato come singolo nell'aprile 1986, per promuovere l'uscita dell'album Standing on a Beach - The Singles 1978-1985.

### Videoclip
Per questa nuova versione del brano fu realizzato anche un videoclip, che mostra tre bambini suonare davanti ad un telone, impersonando i membri del gruppo (hanno infatti lo stesso look). Le ombre sul telone sono però quelle dei veri The Cure, e si muovono in modo indipendente rispetto ai tre bambini.

### Tracce
Lato A
1. Boys Don't Cry (new voice/new mix)

Lato B
1. One Hundred Years
2. Cold (solo vinile 12")

## Formazione
- Robert Smith - voce, chitarra
- Simon Gallup - basso
- Lol Tolhurst - batteria